# Wastupuruszamandala

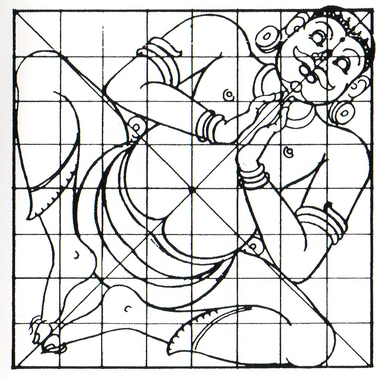
Postać Wastupuruszy wpisana w mandalę o 64 polach z głową postaci skierowaną na północny wschód.

Wastupuruszamandala – diagram o religijnym i rytualnym znaczeniu w hinduizmie, szczególnie istotny w odniesieniu do hinduistycznej architektury sakralnej. Zawiera wyodrębnione bóstwa patronujące odpowiednim fragmentom składowym mandali istoty nazwanej imieniem Wastupurusza. W tradycyjnych tekstach (wastuśastrach), zalecany jako pomoc dla określenia ulokowania planowanego do utworzenia, określonego typu budowli. Obszar centralny nosi nazwę brahmasthana (trl. brahmasthāna). Kwadratowe pola składowe mandali noszą nazwy pada.
Mandalę Wastupuruszy tradycyjne teksty dzielą na różną liczbę elementów składowych. Reprezentatywnymi są dwie kwadratowe formy:
- manduka o 64 polach (boki po 8 pół). Według tego planu, głowa postaci Wastupuruszy skierowana jest na wschód[4]. Stosowany przy projektowaniu świątyń i bramińskich miejsc kultu
- paramasajika o 81 polach (boki po 9 pól). Według tego schematu, głowa Puruszy skierowana jest ku północnemu wschodowi. Stosowana do projektowania siedlisk ludzkich, budynków innych niż świątynie oraz miejsc kultu warny kszatrijów. Przykłady zastosowań: pałace radżów, świątynie boga wojowników Indry[5].

Centralne pady diagramu wastupuruszy przynależą do boga Brahmy i odpowiadają obszarowi od klatki piersiowej do brzucha postaci Wastupuruszy. Określane są tak jak nazwa miasta Brahmy, Brahmapura.